# Juan Carlos Dávalos

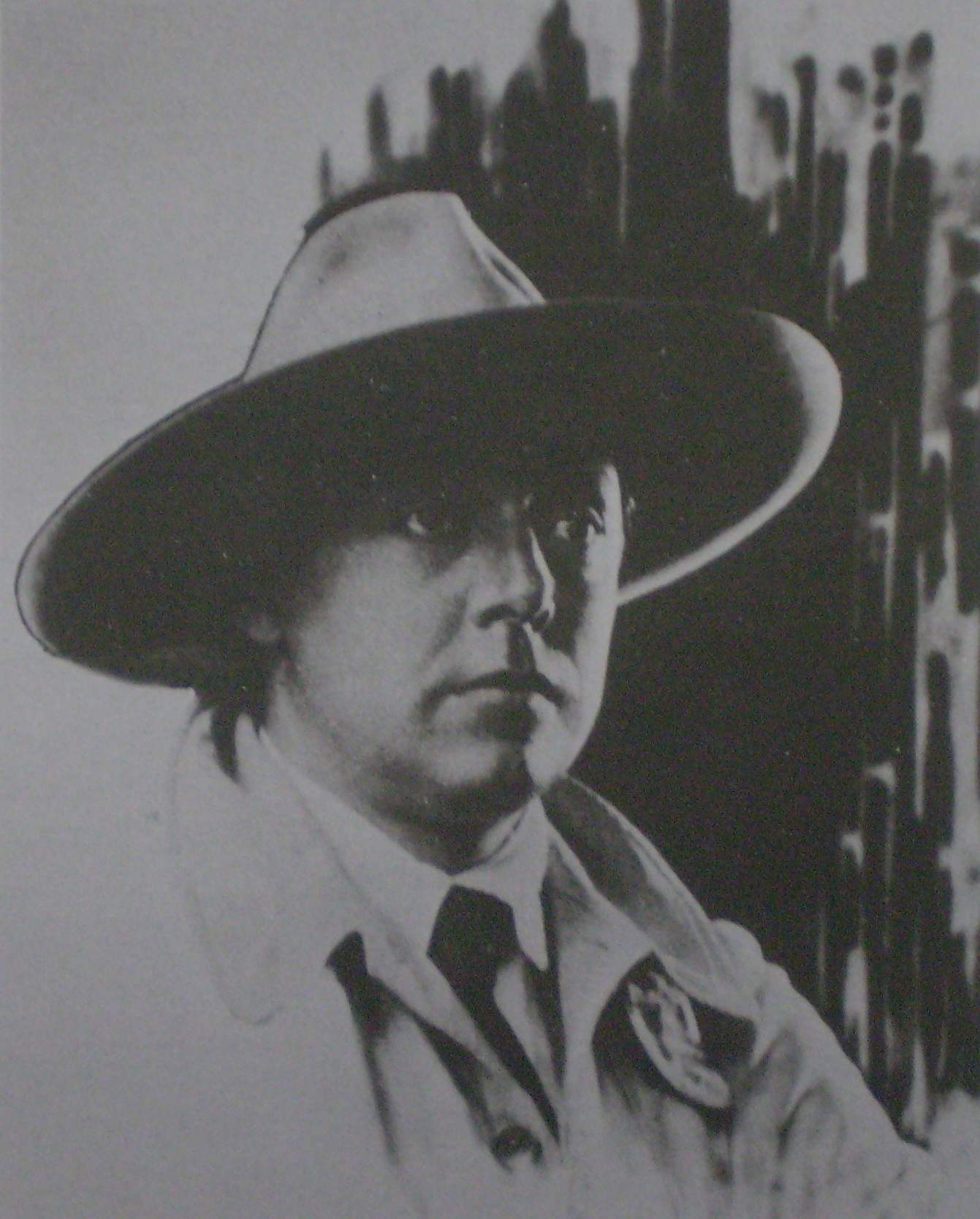
Juan Carlos Dávalos

Juan Carlos Dávalos (* 11. Januar 1887 in Villa San Lorenzo, Provinz Salta; † 6. November 1959 in Salta) war ein argentinischer Schriftsteller.

## Leben
Juan Carlos Dávalos entstammte der nordargentinischen Andenprovinz Salta, in der er den Großteil seines Lebens verbracht hat. 1904 gründete er zusammen mit Schulfreunden die Zeitschrift „Sancho Panza“. Im Anschluss an seine Ausbildung am Colegio Nacional in Salta hatte er verschiedene öffentliche Ämter inne, war Lehrer, Leiter des Provinzarchivs von Salta und der dortigen Bibliothek.
Sein Sohn ist der Musiker und Schriftsteller Jaime Dávalos.

## Rezeption
Dávalos veröffentlichte ein umfangreiches Werk, das thematisch um seine engere Heimat und das Leben in den Anden Argentiniens kreist, aber trotzdem auch außerhalb der Grenzen seines Landes durchaus Interesse verdiente. Dennoch gilt Dávalos vorwiegend als Heimatschriftsteller, der kaum in Darstellungen argentinischer Literatur erwähnt wird. Er verfasste Gedichte, Theaterstücke, Essays und Erzählungen. 
Ähnlich wie Mateo Booz und Fausto Burgos galt Dávalos als Heimatschriftsteller, der sich dem großstädtischen Literaturbetrieb zeit seines Lebens verweigerte. 

„So versteht es Dávalos, in Gedichten und Erzählungen die Atmosphäre seiner Landschaft zu vermitteln und seine Personen, weil er sie kennt und liebt, komplex und plastisch vorzustellen. Der Rückgriff auf Mythen und Legenden, wie auch die Verwendung archaischer sprachlicher Wendungen sind nichtkünstlich aufgesetzte Stilmittel, sondern Bestandteil der von ihm erlebten Realität. Andererseits, bei aller metrischen Vielfalt der Gedichte, der Kraft und Farbigkeit der Erzählungen auf die Manuel Gálvez im Vorwort zu „Salta“ 1921 hinweist, gelangt er kaum über die Grenzen der vom 19. Jahrhundert gesetzten literarischen Konventionen hinaus.“

## Werke (Auswahl)
Lyrik
- De mi vida y de mi tierra, (Salta, 1914)
- Cantos agrestes (Salta, 1917)
- Cantos de la montaña (Buenos Aires, 1921)
- Otoño (Buenos Aires, 1935)
- Salta, su alma y sus paisajes (Buenos Aires, 1947)
- Últimos versos (Salta, 1961)

Prosa
- Salta (Buenos Aires, 1918)
- El viento Blanco (Buenos Aires, 1922)
- Airampo (Buenos Aires-Córdoba, 1925)
- Los buscadores de oro (Buenos Aires, 1928)
- Los gauchos (Buenos Aires, 1928)
- Los casos del zorro (Buenos Aires-Córdoba, 1925)
- Relatos lugareños (Buenos Aires, 1930)
- Los valles de Cachi y Molinos (Buenos Aires, 1937)
- Estampas lugareñas (Tucumán, 1941)
- La Venus de los barriales (Tucumán, 1941)
- Cuentos y relatos del norte Argentino. Buenos Aires, 1946
- El sarcófago verde y otros cuentos. Salta, 1976

Theaterstücke
- Don Juan de Viniegra Herze (Salta, 1917)
- Águila renga, comedia política (Buenos Aires, 1928, escrita junto a Guillermo Bianchi)
- La tierra en armas (Buenos Aires, 1935, escrita junto a Ramón Serrano).

Gesamtausgabe
- Obras Completas de Juan Carlos Dávalos, 1997

Übersetzungen
- Der weiße Wind der Anden, Übers. Georg Hellmuth Neuendorff. In: Story. Erzählungen des Auslands, 1. Rowohlt, Hamburg 1947; wieder in dsb., Von den Anden zum Atlantik. Erzählungen aus den La-Plata-Ländern. Alber, München 1948; wieder in Die schönsten Erzählungen der Welt. Hausbuch unvergänglicher Prosa. Geleitwort Thomas Mann. Kurt Desch, München 1956, 2. Teil, S. 792–801

## Verfilmungen
- Leopoldo Torre Nilsson (Regie): Güemes - la tierra en armas. Argentinien 1971 (nach seinem Roman La tierra en armas).